# Тейтем, Тамара
Тамара Таниша Тейтем (англ. Tamara Tanisha Tatham; родилась 19 августа 1985 года, Торонто, провинция Онтарио, Канада) — канадская профессиональная баскетболистка. На драфте ВНБА 2007 года она не была выбрана ни одной из команд. Играла на позиции лёгкого форварда.
В составе национальной сборной Канады она принимала участие на Олимпийских играх 2012 года в Лондоне и 2016 года в Рио-де-Жанейро, выиграла чемпионат Америки 2015 года в Эдмонтоне и Панамериканские игры 2015 года в Торонто, стала серебряным призёром чемпионата Америки 2013 года в Халапе и бронзовым призёром 2009 года в Куябе и 2011 года в Нейве, а также принимала участие на чемпионатах мира 2010 года в Чехии и 2014 года в Турции, чемпионате Америки 2007 года в Вальдивии и Панамериканских играх 2007 года в Рио-де-Жанейро.

## Ранние годы
Тамара Тейтем родилась 19 августа 1985 года в городе Торонто (провинция Онтарио) в семье Роя и Полин Тейтем, у неё есть три брата, Патрик, Тиан и Кенрой, и сестра, Алиша, которая тоже играла в баскетбол, а училась в соседнем городе Брамптон в средней школе Чинкузи, в которой выступала за местную баскетбольную команду.